# Pays mégadivers de même esprit
Les pays mégadivers de même esprit ou PMME (en anglais : Like-Minded Megadiverse Countries, LMMC ) est l'organisation constituée des pays qui sont considérés comme « mégadivers de même esprit » selon la déclaration de Cancún (2002).

## Déclaration de Cancun des pays mégadivers de même esprit
Le 18 février 2002, les ministres et délégués chargés de l'environnement du Brésil, de la Chine, de la Colombie, du Costa Rica, d'Équateur, de l'Inde, de l'Indonésie, du Kenya, du Mexique, du Pérou, d'Afrique du Sud et du Venezuela se réunirent  dans la station balnéaire de Cancún. Ces pays déclarèrent la fondation du « Groupe des pays mégadivers de même esprit » comme un dispositif pour la consultation et la coopération et que leurs intérêts et leurs priorités rattachés à la préservation et l'utilisation durable de la diversité biologique pourrait être encouragés. Ils déclarèrent aussi qu'ils inviteraient les pays non-signataires de la convention sur la diversité biologique, et le protocole de Carthagène sur la biosécurité  et du protocole de Kyoto sur le changement climatique à les ratifier. 
En même temps ils se mirent d'accord de se rencontrer régulièrement, au niveau ministériel et d'expertise, et décidèrent qu'à la fin de chaque réunion ministérielle, le prochain pays hôte se chargerait du rôle de secrétaire général du groupe, pour assurer sa continuité, le développement ultérieur de la coopération parmi ces pays et d'atteindre les objectifs fixés.

## Pays mégadivers de même esprit
Les pays membres de l'organisation des Pays mégadivers de même esprit incluent par ordre alphabétique :
- Bolivie
- Brésil
- Chine
- Colombie
- Costa Rica
- République démocratique du Congo
- Équateur
- Inde
- Indonésie
- Kenya
- Madagascar
- Malaisie
- Mexique
- Népal
- Pérou
- Philippines
- Afrique du Sud
- Venezuela